# Hohenfriedberger Marsch

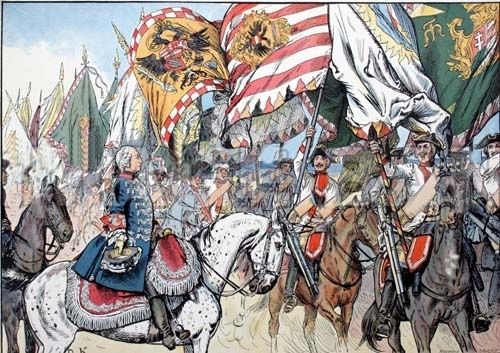
Dopo la battaglia di Hohenfriedberg, illustrazione di Carl Rochling

L'Hohenfriedberger Marsch ("Marcia di Hohenfriedberg") è una marcia militare composta per commemorare la vittoria del quinto reggimento dei dragoni prussiani nella battaglia di Hohenfriedberg nel 1745. La marcia commemora anche i dragoni di Bayreuth, che svolsero un ruolo cruciale per la vittoria prussiana.
Secondo alcuni il compositore sarebbe Federico II di Prussia, ma non vi sono riscontri.

## Storia
Ci sono molte leggende che circondano le origini della marcia. Secondo alcuni, la marcia fu suonata il giorno dopo la battaglia. Se la marcia fosse stata effettivamente suonata allora è altrettanto discutibile come l'affermazione che Federico II di Prussia sia stato il compositore del pezzo. La melodia sembra essere in gran parte derivata dalla Pappenheimer March, che risale all'inizio del XVII secolo. Resta inteso che il re ha rilasciato al reggimento dei dragoni di Bayreuth uno Gnadenbrief, o "lettera di grazia", che ha autorizzato ad aggiungere la marcia come brano dei granatieri a piedi (con flauti e tamburi) e ai corazzieri (con timpani e trombe).
Nel 1795 il brano fu reinterpretata al pianoforte.
Nel 1845, in occasione del centenario della battaglia, alla marcia fu dato il testo, "Auf, Ansbach-Dragoner! Auf, Ansbach-Bayreuth!...." perché il reggimento era stato ribattezzato "Ansbach-Bayreuth". Ai tempi del Kaiser tedesco il titolo "Hohenfriedberger" era simbolico sia sulla base del suo collegamento con le grandi vittorie militari di Federico II sia per la paternità del Casato di Hohenzollern.
Nell'anno 1866, in commemorazione delle vittorie di Federico II contro gli austriaci, Johann Gottfried Piefke aggiunse Der Hohenfriedberger come trio al suo "Koeniggraetzer Marsch" scritto dopo la vittoriosa Battaglia di Königgratz.

## Curiosità
- La musica è stata utilizzata nella colonna sonora del film Barry Lyndon del 1975.
- La marcia viene usata nel film Fuga per la vittoria del 1981.
- Mozart ha composto una marcia di vittoria nella sua opera Idomeneo basandosi sulla Hohenfriedberger Marsch.
- La si può ascoltare, insieme ad altre marce militari, in una scena di folla  berlinese nel film Indiana Jones e l'ultima crociata (1989).
- La marcia è stata utilizzata all'inizio del film Stalingrad (1993).
- Nell'espansione delle Guerre napoleoniche per il videogioco Mount and Blade, è una delle melodie che gli strumentisti possono giocare per alcuni bonus di squadra quando suonano usando l'esercito prussiano.